# 古俣晨
古俣 晨（こまた しん、1992年11月6日 - ）は、日本の俳優。東京都出身。身長167cm、血液型はO型。劇団レティクル東京座に所属

## 略歴
2014年10月よりレティクル東京座に所属。
高校、大学と演劇部に所属。レティクル東京座に所属してからは、役者活動の他、小道具作成に携わっている。
現在、長期療養のため俳優活動休止中。

## 人物
- 趣味はサイクリング。
- 特技は小道具作り。
- 好きな食べ物は甘いもの全般。嫌いな食べ物はトマト。

## 出演
（役名太字は主演・ヒロイン）

### 舞台
2015年
- レティクル東京座vol.6『學園使徒ノクト』(2015年02月） - 九十九 役
- レティクル東京座vol.7『幕末緞帳イコノクラッシュ！』(2015年09月） - 高杉シンサク 役

2016年
- レティクル東京座vol.8『昴のテルミニロード』(2016年03月） - ヤシロ＝キセキ(主演) 役
- LIPS*S 2016 Summer Theater『Knights アーサー王と悲哀の花嫁 -King Arthur and the Bride of the sorrow-』(2016年08月） - マーリン 役

2017年
- レティクル東京座 Ｌ<ライト>エンタメ公演『アイドル♂怪盗レオノワール』(2017年02月） - 獅子丸カナメ(主演)  役
- レティクル東京座 Ｎ<ニュートラル>エンタメ公演『皇宮陰陽師アノハ』(2017年09月） - 六合 役

2018年
- レティクル東京座 Ｄ<ダーク>エンタメ公演『氷雨丸 -常花の青年遊廓-』(2018年06月） - ミハイル＝バラバノフ大佐 役